# Diana Bellessi
Diana Bellessi (Zavalla, 11 de febrero de 1946) es una poeta argentina.
Es, junto a autores como Arturo Carrera, Irene Gruss, Javier Adúriz, Jorge Aulicino, Daniel Freidemberg, María Teresa Andruetto o María del Carmen Colombo, una de las más valoradas representantes de la poesía argentina posterior a la dictadura cívico-militar (1976-1983).

## Biografía
Nació en Zavalla, un pueblo situado a 20 km al suroeste de la ciudad de Rosario.
Estudió la carrera de filosofía en la Universidad Nacional del Litoral.
A finales de los años sesenta recorrió a pie toda América, a lo largo de más de seis años.
En 1972 publicó en Ecuador su primer libro de poemas, Destino y propagaciones.
En 1975 regresó a Argentina y se mudó a Buenos Aires, en donde sobrevivirá con pequeños trabajos para aprovechar el inglés aprendido a lo largo de su viaje por América del Norte y redactando pequeñas notas de prensa.
En 1981 consiguió publicar Crucero ecuatorial.
Desde muy joven se identificó con las tesis feministas, aunque literariamente siempre ha negado la existencia de una poesía femenina específica. Formó parte de la redacción de la revista 
Feminaria desde su fundación en el consejo de dirección.
Perteneció también a la redacción de Diario de Poesía hasta 1991 y fue una de las fundadoras de la cooperativa editorial Nusud.
Durante dos años trabajó en talleres de escritura en las cárceles de su ciudad de residencia (Buenos Aires).
Ha traducido a poetas como Ursula K. Le Guin, Denise Levertov, Adrienne Rich y Olga Broumas).
En 1993 consiguió la beca Guggenheim en poesía y en 1996 la Beca Trayectoria en las Artes de la Fundación Antorchas.
Reside en la ciudad de Buenos Aires, trabajando en formación y supervisión literaria.
En 2004 obtuvo el Premio Konex (diploma al mérito en la disciplina Poesía: quinquenio 1999-2003), otorgado por la Fundación Konex. Fue galardonada nuevamente con el mismo premio en 2014, esta vez por el quinquenio 2009-2013 y en 2024 con el Konex de Platino por el quinquenio 2014-2018.
A finales de marzo de 2008 participó en el Cuarto Festival Internacional de Esmirna (Turquía), dedicado a Latinoamérica, junto a los poetas
Sergio Badilla Castillo (de Chile),
María Baranda (de México),
Rei Berroa (de República Dominicana),
Rafael Courtoisie (de Uruguay),
Pablo Armando Fernández (de Cuba) y
Margarita Laso (de Ecuador).
En noviembre de 2023 participó junto Andrés Sánchez Robayna, Ann Cotten, Elsa Cross, Hernán Lara Zavala, Luis García Montero, entre otros. En el Festival Internacional Letras en San Luis.

## Obra
- 1972: Destino y propagaciones
- 1981: Crucero ecuatorial
- 1982: Tributo del mudo
- 1984: Contéstame, baila mi danza (antología de poetisas estadounidenses)
- 1985: Danzante de doble máscara
- 1988: Eroica
- 1988: Paloma de contrabando
- 1991: Buena travesía, buena ventura pequeña Uli
- 1991: Días de seda (traducción y selección de poemas de Úrsula Le Guin)
- 1992: El jardín
- 1996: Lo propio y lo ajeno (ensayos)
- 1996: Colibrí, ¡lanza relámpagos! (antología de poemas)
- 1996: The Twins, the Dream: Gemelas del sueño (Diana Bellessi y Úrsula K. Le Guin)
- 1998: Sur
- 2002: Leyenda (poemas escogidos)
- 2002: Antología poética
- 2002: Mate cocido
- 2002: La rebelión del instante
- 2002: Desnuda y aguda la dulzura de la vida (selección y traducción de Mello Breyner)
- 2003: La edad dorada
- 2006: La rebelión del instante
- 2007: Variaciones de la luz
- 2009: Tener lo que se tiene; Poesía reunida (Adriana Hidalgo Editorial, Buenos Aires)
- 2011: La pequeña voz del mundo (Taurus, Buenos Aires)
- 2012: Zavalla, con Z
- 2015: Pasos de Baile
- 2018: Fuerte como la muerte es el amor